# Fünf Sterne deluxe
Pour les articles homonymes, voir FSD.
Fünf Sterne deluxe (abrégé FSd) est un groupe allemand de hip-hop.

## Histoire
Das Bo (Mirko Bogojevic) et Tobi Tobsen (Tobias Schmidt) publient dès le milieu des années 1990, sous le nom de Der Tobi und das Bo, l'album Genie und Wahnsinn liegen dicht beieinander ainsi que les singles correspondants Der Racka et Morgen geht die Bombe hoch. Cet album est suivi d'une autre publication intitulée Genie und Wahnsinn... (Wir sind die Best Ofs) avec les singles Is' mir egal ainsi que Wir sind die Besten. Au milieu de l'année 1997, les deux rappeurs se sont associés à marcnesium (Marc Clausen), qui apparaît également avec DJ Koze sous le nom d'Adolf Noise, et DJ Coolmann (Mario Cullmann) pour former Fünf Sterne deluxe. Tobi était déjà membre du crew hambourgeois de hip-hop anglophone Poets of Peeze et faisait partie, avec son frère Oli, de la formation d'origine de Fettes Brot.
En 1998, le premier album de cette formation, SiLLiUM, sort avec les singles 5 Sterne deluxe, Willst Du mit mir gehn ? et Dein Herz schlägt schneller. L'album et les extraits atteignent tous deux les hit-parades des ventes. SiLLiUM se compte plus de 150 000 exemplaires vendus. Les textes de Fünf Sterne deluxe étaient considérés à l'époque comme des chansons de l'époque.
En 2004, après le départ de DJ Coolmann, Fünf Sterne deluxe sort à trois l'EP Wir sind im Haus. En été de la même année, ils jouent une nouvelle fois dans les grands festivals en plein air et se produisent notamment pour la deuxième fois après 2001 au Hurricane, plutôt orienté rock. Le troisième album prévu ne parait plus. Sur l'album Dumm aber Schlau de Das Bo sort en 2008, le titre Die Insel réunit une nouvelle fois FSd dans sa dernière formation.
En août 2013, le groupe se produit dans sa formation originale dans le cadre de l'été culturel de Hambourg, lors du festival Beats auf der Bahn, le 28 août sur le site de la Trabrennbahn à Hambourg. Dans le cadre d'une représentation pendant le festival Reeperbahn 2015, il est annoncé que le groupe avait signé un nouveau contrat d'enregistrement et que la sortie du troisième album studio était prévue pour 2016.
Celui-ci sort finalement le 6 octobre 2017 sous le nom de Flash. Depuis, Marcnesium ne participe plus aux concerts. À sa place, le rappeur, chanteur et DJ Luis Baltes est membre permanent du groupe depuis 2018. 

## Discographie

### Albums studio
- 1998 : Sillium
- 2000 : Neo.Now
- 2017 : Flash

### Albums non-officiels
- 2000: Alles Muss Raus (Die Zähe Pampe Aus Drei Jahren Hirnforschung)

### Albums de remixes
- 2015 : AltNeu

### Singles
- 1998 : Willst du mit mir geh’n?
- 1999 : Ja, Ja… Deine Mudder!
- 2000 : Die Leude
- 2004 : Wir sind im Haus